# Séisme de 2021 de Crète
Un séisme s'est produit à 6 h 17 le 27 septembre 2021, dans l'île de Crète en Grèce,. D'une magnitude 6,0 Mw il a atteint une intensité maximale de VIII (Très forte) sur l'échelle d'intensité de Mercalli,. L'épicentre du tremblement de terre est situé au sud-est de Héraklion. Le séisme a tué une personne, en a blessé 36 (dont une indirectement) et a endommagé de nombreux bâtiments anciens de l'île.